# Radda Kabira
Radda Kabira – wieś w Syrii, w muhafazie Aleppo. W 2004 roku liczyła 1867 mieszkańców.